# يينغدا
يينغدا (بالصينية: 英德市) هي مدينة من مدن الصين.

## المناخ
يظهر الجدول التالي التغييرات المناخية على مدار السنة ليينغدا:
| البيانات المناخية لـيينغدا                       | البيانات المناخية لـيينغدا | البيانات المناخية لـيينغدا | البيانات المناخية لـيينغدا | البيانات المناخية لـيينغدا | البيانات المناخية لـيينغدا | البيانات المناخية لـيينغدا | البيانات المناخية لـيينغدا | البيانات المناخية لـيينغدا | البيانات المناخية لـيينغدا | البيانات المناخية لـيينغدا | البيانات المناخية لـيينغدا | البيانات المناخية لـيينغدا | البيانات المناخية لـيينغدا |
| الشهر                                            | يناير                      | فبراير                     | مارس                       | أبريل                      | مايو                       | يونيو                      | يوليو                      | أغسطس                      | سبتمبر                     | أكتوبر                     | نوفمبر                     | ديسمبر                     | المعدل السنوي              |
| ------------------------------------------------ | -------------------------- | -------------------------- | -------------------------- | -------------------------- | -------------------------- | -------------------------- | -------------------------- | -------------------------- | -------------------------- | -------------------------- | -------------------------- | -------------------------- | -------------------------- |
| الدرجة القصوى °م (°ف)                            | 27.4 (81.3)                | 30.5 (86.9)                | 32.9 (91.2)                | 34.0 (93.2)                | 35.9 (96.6)                | 37.9 (100.2)               | 40.1 (104.2)               | 39.6 (103.3)               | 38.4 (101.1)               | 36.4 (97.5)                | 33.6 (92.5)                | 28.6 (83.5)                | 40.1 (104.2)               |
| متوسط درجة الحرارة الكبرى °م (°ف)                | 16.1 (61.0)                | 17.2 (63.0)                | 19.8 (67.6)                | 24.9 (76.8)                | 29.3 (84.7)                | 31.7 (89.1)                | 33.8 (92.8)                | 33.9 (93.0)                | 31.8 (89.2)                | 28.5 (83.3)                | 23.5 (74.3)                | 18.7 (65.7)                | 25.8 (78.4)                |
| المتوسط اليومي °م (°ف)                           | 11.6 (52.9)                | 13.3 (55.9)                | 16.1 (61.0)                | 21.2 (70.2)                | 25.1 (77.2)                | 27.5 (81.5)                | 29.0 (84.2)                | 28.9 (84.0)                | 27.0 (80.6)                | 23.5 (74.3)                | 18.3 (64.9)                | 13.3 (55.9)                | 21.2 (70.2)                |
| متوسط درجة الحرارة الصغرى °م (°ف)                | 8.5 (47.3)                 | 10.6 (51.1)                | 13.5 (56.3)                | 18.5 (65.3)                | 22.2 (72.0)                | 24.7 (76.5)                | 25.8 (78.4)                | 25.6 (78.1)                | 23.7 (74.7)                | 19.9 (67.8)                | 14.5 (58.1)                | 9.6 (49.3)                 | 18.1 (64.6)                |
| أدنى درجة حرارة °م (°ف)                          | 0.4 (32.7)                 | 1.2 (34.2)                 | 1.0 (33.8)                 | 7.3 (45.1)                 | 13.6 (56.5)                | 17.5 (63.5)                | 21.2 (70.2)                | 22.5 (72.5)                | 15.4 (59.7)                | 9.1 (48.4)                 | 3.5 (38.3)                 | −0.7 (30.7)                | −0.7 (30.7)                |
| الهطول مم (إنش)                                  | 58.1 (2.29)                | 102.3 (4.03)               | 152.6 (6.01)               | 244.3 (9.62)               | 307.1 (12.09)              | 339.4 (13.36)              | 190.1 (7.48)               | 170.4 (6.71)               | 110.0 (4.33)               | 43.6 (1.72)                | 44.8 (1.76)                | 36.5 (1.44)                | 1٬799٫2 (70.84)            |
| متوسط الرطوبة النسبية (%)                        | 72                         | 77                         | 81                         | 82                         | 80                         | 81                         | 78                         | 78                         | 75                         | 70                         | 69                         | 68                         | 76                         |
| المصدر: China Meteorological Data Service Center |                            |                            |                            |                            |                            |                            |                            |                            |                            |                            |                            |                            |                            |